# Plagodis approximata
Plagodis approximata är en fjärilsart som beskrevs av Barend J. Lempke 1951. Plagodis approximata ingår i släktet Plagodis och familjen mätare. Inga underarter finns listade i Catalogue of Life.